# Adolf Kober
Adolf Kober (* am 3. September 1879 in Beuthen, Oberschlesien; † am 30. Dezember 1958 in New York City) war ein deutschamerikanischer Rabbiner und Historiker.

## Leben

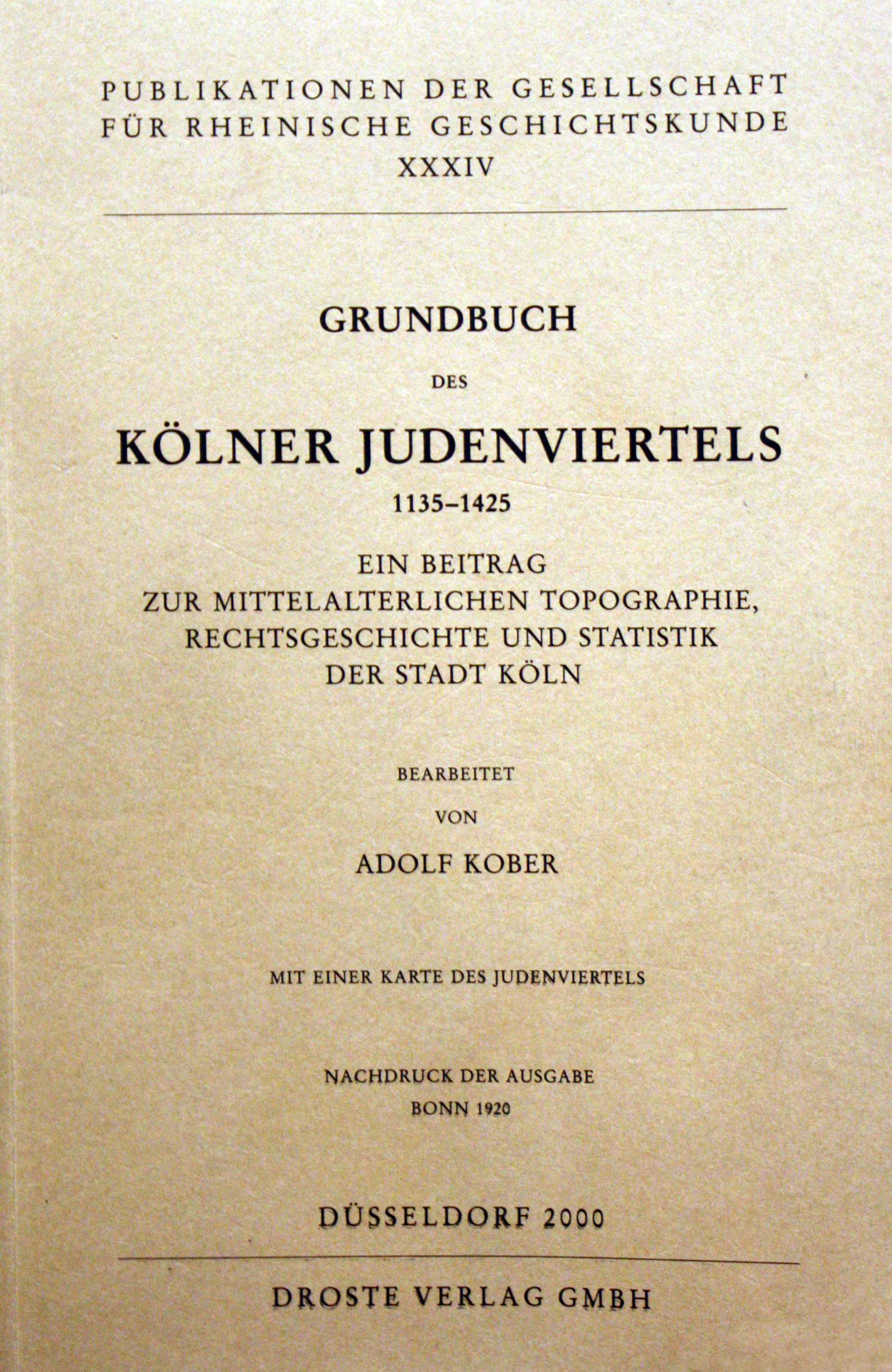
„Grundbuch des Kölner Judenviertels 1135–1425“ (Ausstellung Prätorium Köln)

Kober studierte 1898 bis 1907 am Jüdisch-Theologischen Seminar in Breslau und an der Universität Breslau und wurde dort 1903 mit einer Arbeit über die mittelalterliche Geschichte der Juden in Köln promoviert. Die Semicha erlangte Kober 1907. Danach war er von 1908 bis 1918 Bezirksrabbiner in Wiesbaden.
1918 übernahm Kober in Köln, in einer der damals größten jüdischen Gemeinden Deutschlands, die Stelle eines Gemeinderabbiners. 1922 gründete er dort eine Armenkasse. 1925 verantwortete Kober die überregional sehr beachtete Abteilung zur jüdischen Geschichte der „Jahrtausend-Ausstellung der Rheinlande“, die auf dem Kölner Messegelände stattfand. In Köln gründete Kober 1928 zudem das „Jüdische Lehrhaus“ als Stätte jüdischer Erwachsenenbildung und verantwortete im selben Jahr die inhaltliche Planung des jüdischen Pressepavillons auf der großen Kölner Kulturschau „Pressa“. Neben seiner Rabbinertätigkeit widmete sich Kober in zahlreichen wissenschaftlichen Publikationen der Geschichte der rheinischen Juden. In den 1930er-Jahren war er Mitherausgeber der angesehenen Zeitschrift für die Geschichte der Juden in Deutschland.
1939 emigrierte Kober in die USA, wo er bis zu seinem Tod 1958 in New York neben seiner Arbeit als Rabbiner weiter wissenschaftlich tätig blieb und ein Forschungsstipendium der American Academy for Jewish Research hatte. Auch in den USA beschäftigte er sich weiter mit der Geschichte des rheinischen Judentums. Köln besuchte er nur noch in den Jahren 1953 und 1957.
Im Jahr 1963 benannte die Stadt Köln im rechtsrheinischen Stadtteil Stammheim eine Straße nach Adolf Kober.

## Werke
- Studien zur mittelalterlichen Geschichte der Juden in Köln am Rhein, insbesondere ihres Grundbesitzes. Breslau 1903 (Univ. Diss.).
- Zur Geschichte der Juden in Wiesbaden in der 1. Hälfte des 19. Jahrhunderts, Wiesbaden 1913
- Grundbuch des Kölner Judenviertels 1135–1425. Ein Beitrag zur mittelalterlichen Topographie, Rechtsgeschichte und Statistik der Stadt Köln. Bonn 1920 (=Publikationen der Gesellschaft für rheinische Geschichtskunde 34)

Nachdruck dieser Ausgabe: Droste, Düsseldorf 2000, ISBN 3-7700-7611-7
Aus der Geschichte der Juden im Rheinland. In: Rheinischer Verein für Denkmalpflege und Heimatschutz. 1931 Heft 1. Düsseldorf 1931, S. 11 ff.
- Karl Marx’ Vater und das napoleonische Ausnahmegesetz gegen die Juden 1808. In: Jahrbuch des Kölnischen Geschichtsvereins e.V. Bd. 14. Köln 1932
- Aus der Geschichte der Juden im Rheinland, in: Rheinischer Verein für Heimatpflege und Heimatschutz 1/24 (1931). S. 11–98.
- Cologne, The Jewish Publication Society of America, Philadelphia 1940
- Jewish Monuments of the Middle Ages in Germany. One Hundred and Ten Tombstone Inscriptions from Speyer, Cologne, Nuremberg and Worms (1085-c. 1428). Teil 1. In: Proceedings of the American Academy for Jewish Research 14 (1944). S. 149–220, Teil 2, in: Ebd. 15 (1945). S. 1–91.
- Die Hochschulen für die Rabbinerausbildung in Deutschland. In: Festschrift zum 80. Geburtstag von Leo Baeck am 23. Mai 1953, London [1953], S. 19–28.